# Михайлівка (Тетерівська сільська громада)
Миха́йлівка — село в Україні, у Тетерівській сільській територіальній громаді Житомирського району Житомирської області. Населення становить 186 осіб.

## Історія
У 1906 році колонія Троянівської волості Житомирського повіту Волинської губернії. Відстань від повітового міста 21 верста, від волості 17. Дворів 36, мешканців 354.
Село постраждало внаслідок геноциду українського народу, проведеного урядом СРСР 1932—1933.